# Pino D'Angiò
Giuseppe Chierchia, connu sous le nom de scène de Pino D'Angiò, né le 14 août 1952 à Pompei (province de Naples) en Campanie, et mort le 6 juillet 2024, à Rome, est un chanteur italien.

## Biographie
Pino D'Angiò naît en 1952, sa jeunesse se déroule entre les États-Unis et le Canada. Il commence à chanter dans un cabaret, où il est remarqué par un producteur qui lui propose d'enregistrer un album, commençant ainsi sa carrière avec la chanson È libero, scusi ? (« La place est libre, s'il vous plaît ? ») en 1979.
Son plus grand succès est son tube Ma quale idea (« Mais quelle idée »), sorti en 1980, inclus dans son album Balla! datant de la même année. La chanson est l'une des plus dansées dans les discothèques du début des années 1980.
Avec Ma quale idea, Pino d'Angiò connaît son plus grand succès, vendant plus de deux millions et demi d'exemplaires dans le monde entier. Le titre se retrouve à la première place des charts en France, en Allemagne, Espagne, Italie, Argentine, Belgique et le Royaume-Uni, pays où il fut le deuxième à classer une chanson en italien à la tête des charts. Le seul précédent était Nel blu Dipinto di blu (Volare) (1958) de Domenico Modugno.
Il s'essaye à la musique trance en 1990 aux côtés de Bruno Serchioni dans le duo Age of Love avec le tube The Age of Love.
Pino D'Angiò a composé des chansons pour d'autres artistes, notamment Ma chi è quello lì pour Mina,. En 2024, il participe au Festival de musique de Sanremo où il présente une nouvelle version de Ma quale idea avec le groupe Bnkr44.
Au cours de ses dernières années, Pino D'Angiò a été confronté à de multiples problèmes de santé, notamment un cancer de la gorge, un cancer du poumon et un accident vasculaire cérébral. Il est décédé à Rome le 6 juillet 2024 à l'âge de 71 ans.

## Discographie

### Singles
- 1979 - È libero, scusi?/La bottega di Mefistole ; Ri-Fi
- 1980 - Ma quale idea (Che idea) ; Ri-Fi Records
- 1981 - Una notte da impazzire ; Ri-Fi Records
- 1983 - Evelonpappa, Evelonmamma ; WEA ;
- 1990 - The age of love ; Diki Records ; G. Chierchia/B. Sanchioni - Voix : Karen Mulder

### Albums
- 1981 - Balla! ; Rifi Recordings ;
- 1982 - Ti regalo della musica ; Bellaphon ;
- 1984 - Una notte maledetta ; SGM Records ;
- 1988 - Gente Si & Gente No ; Aspa ;
- 1989 - Dancing In Jazz ; Carosello ;
- 1991 - STS - Siamo tutti stufi ; JBR ;
- 1999 - I successi ; D.V. More Record ;
- 1999 - Ma quale idea? e le altre storie ; Carosello ;
- 2002 - Lettere a Federico Fellini ; Zetazero ;